# إنفلونزا (فلم)
إنفلونزا (الكورية: 감기؛ ر.ك.م.: Gamgi) (بالإنجليزية: Flu) هو فيلم كوارث كوري جنوبي من إخراج كيم سونغ سو سنة 2013، وبطولة كل جانغ هيوك، سو إييه، وآخرون.

## القصة
يتحدث الفيلم عن انتشار سلسلة قاتلة من فيروس إنفلونزا الطيور (H5N1) في بوندانغ بمدينة سونغنام، ويهدد العاصمة سيول.

## وصلات خارجية
- مقالات تستعمل روابط فنية بلا صلة مع ويكي بيانات

لا توجد روابط لمواقع التواصل الاجتماعي.